# ブルックヘイブン (ミシシッピ州)
ブルックヘイブン（英: Brookhaven、地元での発音: broo-KAY-vən）は、アメリカ合衆国ミシシッピ州の都市。リンカーン郡の郡庁所在地である。人口は1万1674人（2020年）。州都ジャクソンの南西に位置している。1818年に町の設立者サミュエル・ジェインにより、ニューヨーク州ブルックヘイブン町にちなんで名付けられた。

## 歴史

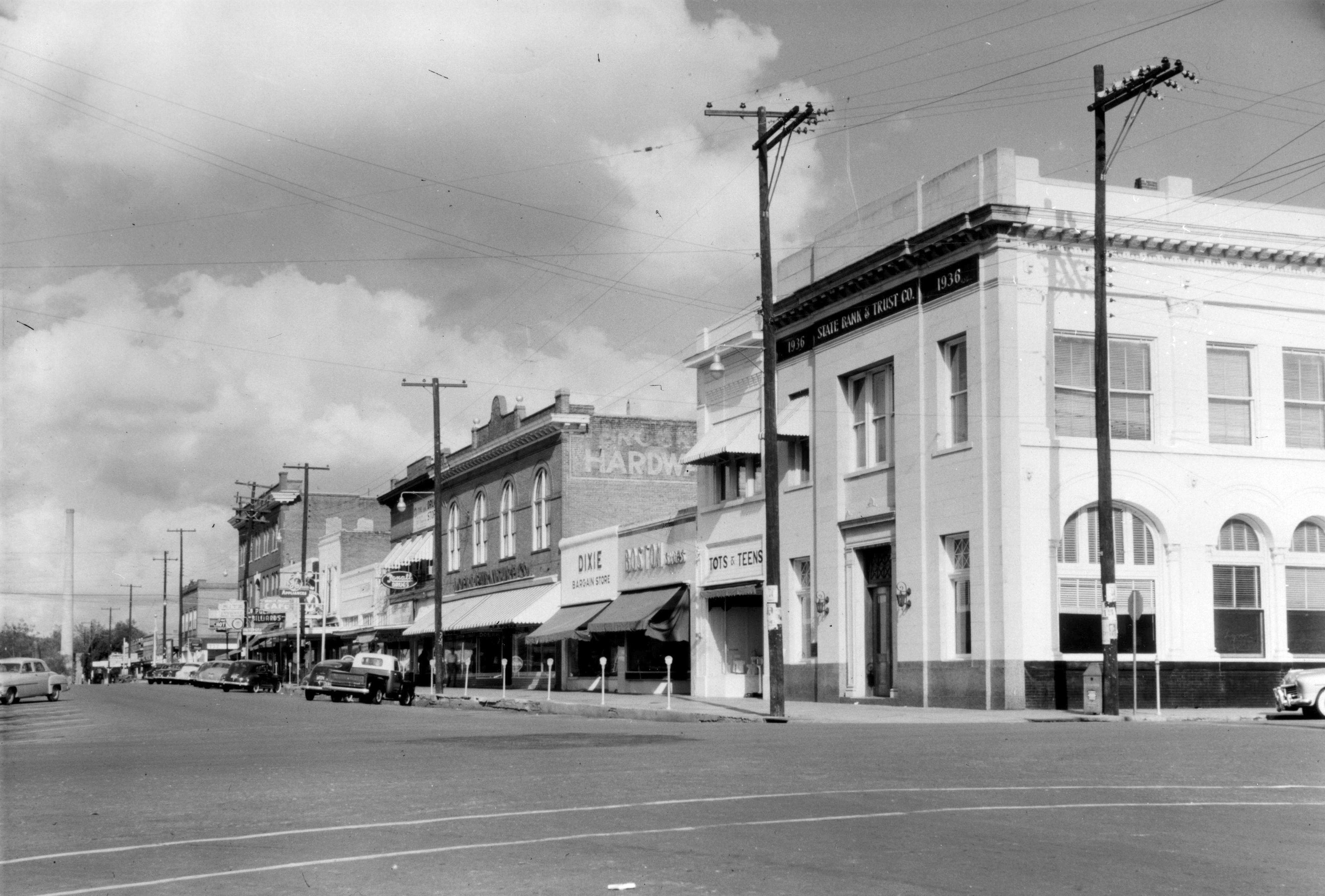
サウス・レイルロード・アベニュー、1952年

ブルックヘイブンは、元はチョクトー族インディアンの領土だった場所にある。1818年にニューヨーク市出身のサミュエル・ジェインにより設立され、ロングアイランドにあるブルックヘイブン町にちなんで町名を付けた。
1858年にブルックヘイブンを通る鉄道が開通した。この鉄道は南のルイジアナ州ニューオーリンズ、北のテネシー州メンフィスとを結び付けた。
南北戦争のとき、ブルックヘイブンは1863年4月29日に、北軍ベンジャミン・グリアソン大佐の指揮する騎兵襲撃隊に短時間占領された。この北軍部隊は公共の建物を燃やし、鉄道を破壊した。それらの建物は戦後に再建された。
1936年、ブルックヘイブンはスタール・アーバン衣類工場の建設場所に選定された。

## 地理
アメリカ合衆国国勢調査局（アメリカ合衆国商務省内）に拠れば、市域全面積は7.3平方マイル (19 km2)であり、このうち陸地7.3平方マイル (19 km2)、水域は0.04平方マイル (0.10 km2)で水域率は0.27%である。
ブルックヘイブン市の大きさは2007年後半に拡大され、それまでのほぼ3倍になった。これは古い町の周辺にあった郊外開発地を併合し、新しい都市圏に課税と市政サービスを提供することについて、住民投票を行った結果だった。

## 人口動態
以下は2000年の国勢調査による人口統計データである。2007年に周辺地域を併合する前のデータであり、2010年のデータとは少し離れている。
| 基礎データ - 人口: 9,861 人 - 世帯数: 3,810 世帯 - 家族数: 2,480 家族 - 人口密度: 519.4人/km2（1,345.6 人/mi2） - 住居数: 4,240 軒 - 住居密度: 223.3軒/km2（578.6 軒/mi2） 人種別人口構成 - 白人: 47.55% - アフリカン・アメリカン: 50.91% - ネイティブ・アメリカン: 0.09% - アジア人: 0.61% - その他の人種: 0.18% - 混血: 0.66% - ヒスパニック・ラテン系: 0.79% | 年齢別人口構成 - 18歳未満: 26.3% - 18-24歳: 9.3% - 25-44歳: 25.8% - 45-64歳: 20.2% - 65歳以上: 18.4% - 年齢の中央値: 37歳 - 性比（女性100人あたり男性の人口） - 総人口: 82.2 - 18歳以上: 77.3 世帯と家族（対世帯数） - 18歳未満の子供がいる: 31.1% - 結婚・同居している夫婦: 39.9% - 未婚・離婚・死別女性が世帯主: 21.7% - 非家族世帯: 34.9% - 単身世帯: 31.9% - 65歳以上の老人1人暮らし: 16.0% - 平均構成人数 - 世帯: 2.44人 - 家族: 3.10人 | 収入と家計 - 収入の中央値 - 世帯: 24,632米ドル - 家族: 30,950米ドル - 性別 - 男性: 28,079米ドル - 女性: 20,047米ドル - 人口1人あたり収入: 13,695米ドル - 貧困線以下 - 対人口: 26.9% - 対家族数: 23.3% - 18歳未満: 33.8% - 65歳以上: 25.0% |

## 教育
ブルックヘイブン市の公共教育は、ブルックヘイブン教育学区が管轄している。私立学校のブルックヘイブン・アカデミーもあり、市内や周辺地域の子弟を対象にしている。州全体を対象にするマグネット・スクールのミシシッピ芸術学校もブルックヘイブン市内にある。リンカーン郡の公立学校4校が市内の田園部にある。すなわち、ボーグ・チット・アテンダンス・センター、エンタープライズ・アテンダンス・センター、ロイド・スター・アテンダンス・センター、ウェスト・リンカーン・アテンダンス・センターである。1858年に設立された高等教育機関のホイットワース女子カレッジが市内にあったが、1984年に閉校になった。

## メディア
ブルックヘイブンはジャクソン・テレビ市場に入っており、テレビ局4局が含まれている。市内の日刊紙は「デイリー・リーダー」である。

## 交通
全国的な旅客鉄道であるアムトラックの列車番号58と59、「シティ・オブ・ニューオーリンズ」がブルックヘイブンで停車する。昔のイリノイ・セントラル鉄道とガルフ・モービル・アンド・オハイオ鉄道の線路を使い、北のシカゴと南のニューオーリンズを結んでいる。

## 建築
ユダヤ教のシナゴーグであるテンプル・ブネイ・シャロームは、ムーア復古調建築の珍しい例であり、アメリカ合衆国国家歴史登録財に指定され、アメリカ合衆国内務省のアメリカ合衆国国立公園局が管理している。